# Kommunalwahl in Duisburg 2009
Die Kommunalwahl in Duisburg 2009 fand im Rahmen der Kommunalwahlen in Nordrhein-Westfalen 2009 am 30. August 2009 statt. Wahlberechtigt waren etwa 346.000 Duisburger. Bei der Wahl hatte jeder Duisburger ab 16 Jahren, der Bürger eines EU-Staates ist, drei Stimmen: eine Stimme für die Wahl des Oberbürgermeisters, eine Stimme für den Rat der Stadt Duisburg und eine Stimme für die Bezirksvertretung seines Stadtbezirks.

## Rechtsgrundlagen
Die Rechtsgrundlagen für die Kommunalwahl sind die Gemeindeordnung für das Land Nordrhein-Westfalen und das Kommunalwahlgesetz.

## Wahlwerbende Parteien und Wählergruppen in Duisburg
Das politische Spektrum in Duisburg ist stark fragmentiert. Insgesamt vertreten 10 Parteien und Wählergruppen die Duisburger im Stadtrat und in den sieben Bezirksvertretungen. Davon auch solche, die sich noch nie einer Wahl stellen mussten, da sie aus anderen Parteien hervorgegangen sind oder sich von etablierten Parteien abgespalten haben.
Zur Wahl am 30. August 2009 traten 13 Parteien und Wählergruppen an.

### Ratsparteien
1 – Sozialdemokratische Partei Deutschlands (SPD): Die Partei blieb auch nach der Wahl stärkste Ratspartei; diese Position hat die SPD in Duisburg seit dem Ende des Zweiten Weltkriegs stets innegehabt. Bei der OB-Wahl unterlag der Kandidat der SPD, Jürgen C. Brandt dem Amtsinhaber.
2 – Christlich Demokratische Union (CDU): Die Partei bleibt bei leichten Verlusten zweitstärkste Ratspartei und stellt mit Adolf Sauerland weiterhin den OB. Sauerland ist der erste CDU-Oberbürgermeister in Duisburg seit 1948.
3 – Bündnis 90/Die Grünen: Die Partei bleiben drittstärkste Kraft. Sie ist, wie SPD und CDU neben dem Rat auch in allen Bezirksvertretungen vertreten. Die Grünen gingen mit Bürgermeisterin Doris Janicki in die OB-Wahl.
4 – Die Linke: Die Partei trat erstmals nach der Fusion von WASG und Linkspartei in Duisburg an und wurde viertstärkste Kraft im Rat. Die Linke ging mit Brigitte Diesterhöft in die OB-Wahl. Die Partei ist in allen Bezirksvertretungen mit insgesamt elf Abgeordneten vertreten.
5 – Freie Demokratische Partei (FDP): Die Partei bleibt fünftstärkste Kraft im Rat. Kandidat der FDP für die OB-Wahl war Frank Albrecht. Sie ist in allen Bezirksvertretungen mit jeweils einem Mitglied vertreten.
6 – Aufbruch Mittelstand Partei (AMP): Die Partei verlor ihr einziges Ratsmandat und ist auch in keiner Bezirksvertretung mehr repräsentiert.
7 – Duisburger Alternative Liste (DAL): Die Wählergruppe konnte ihr Ratsmandat verteidigen, verlor aber ihre Mandate in zwei Bezirksvertretungen.
8 – Bürger Union Duisburg / Freie Wähler NRW (FW-BU): Die Wählergruppe trat 2009 erstmals zur Ratswahl an und konnte ein Ratsmandat erringen sowie einen Sitz in der Bezirksvertretung Meiderich/Beek. Sie ging aus Mitgliedern der Pro-Bürger-Partei im Rat hervor und nannte sich erst Bürgerunion 2004. Ihr Kandidat für die OB-Wahl war Rudolf Kley.
9 – Bürgerlich Liberalen (BL): Die Wählergruppe stellte sich erstmals zur Wahl und konnte ein Ratsmandat gewinnen sowie einen Sitz in der Bezirksvertretung Rheinhausen. Sie wurde von ehemaligen FDP-Mitgliedern gegründet. Ihr Kandidat für die OB-Wahl war Harald Jeschke.
10 – Sozial, gerecht, unabhängig (SGU): Die Wählergruppe entstand 2008 aus 2 ehemaligen Mitgliedern der SPD-Ratsfraktion. Sie errang ein Mandat im Rat der Stadt. Ihre Kandidatin für die OB-Wahl war Eva Selic.

### Weitere Parteien und Wählergruppen
11 – Junges Duisburg (JUDU): Die Wählergruppe errang ein Mandat im Rat der Stadt.
12 – Wählergemeinschaft Homberg / Ruhrort / Baerl: Die Wählergruppe verlor ihr einziges Mandat in der Bezirksvertretung  Homberg/Ruhrort/Baerl.
Daneben traten noch die NPD und die DKP für die Wahlen zu den Bezirksvertretungen an, Die Republikaner, 2004 bis 2009 noch mit einem Vertreter im Rat, hingegen nicht mehr, ebenso wenig die Pro-Bürger-Partei.

## Ratswahl

### Ergebnisse
Im Duisburger Stadtrat sitzt, wie bereits nach der vorherigen Kommunalwahl, die Mindestzahl von Abgeordneten, nämlich 74. Neben den auch im Landtag vertretenen Parteien errangen bei der Kommunalwahl auch fünf kleinere Parteien und lokale Wählergruppen Mandate.
Als Ratsmehrheit arbeiten seit der Wahl SPD, Grüne und Die Linke zusammen.
| Rat der Stadt Duisburg: Wähleranteil und Sitze seit 1994 | Rat der Stadt Duisburg: Wähleranteil und Sitze seit 1994 | Rat der Stadt Duisburg: Wähleranteil und Sitze seit 1994 | Rat der Stadt Duisburg: Wähleranteil und Sitze seit 1994 | Rat der Stadt Duisburg: Wähleranteil und Sitze seit 1994 | Rat der Stadt Duisburg: Wähleranteil und Sitze seit 1994 | Rat der Stadt Duisburg: Wähleranteil und Sitze seit 1994 | Rat der Stadt Duisburg: Wähleranteil und Sitze seit 1994 | Rat der Stadt Duisburg: Wähleranteil und Sitze seit 1994 | Rat der Stadt Duisburg: Wähleranteil und Sitze seit 1994 | Rat der Stadt Duisburg: Wähleranteil und Sitze seit 1994 | Rat der Stadt Duisburg: Wähleranteil und Sitze seit 1994 | Rat der Stadt Duisburg: Wähleranteil und Sitze seit 1994 | Rat der Stadt Duisburg: Wähleranteil und Sitze seit 1994 | Rat der Stadt Duisburg: Wähleranteil und Sitze seit 1994 | Rat der Stadt Duisburg: Wähleranteil und Sitze seit 1994 | Rat der Stadt Duisburg: Wähleranteil und Sitze seit 1994 | Rat der Stadt Duisburg: Wähleranteil und Sitze seit 1994 | Rat der Stadt Duisburg: Wähleranteil und Sitze seit 1994 | Rat der Stadt Duisburg: Wähleranteil und Sitze seit 1994 | Rat der Stadt Duisburg: Wähleranteil und Sitze seit 1994 | Rat der Stadt Duisburg: Wähleranteil und Sitze seit 1994 | Rat der Stadt Duisburg: Wähleranteil und Sitze seit 1994 | Rat der Stadt Duisburg: Wähleranteil und Sitze seit 1994 | Rat der Stadt Duisburg: Wähleranteil und Sitze seit 1994 | Rat der Stadt Duisburg: Wähleranteil und Sitze seit 1994 |
| -------------------------------------------------------- | -------------------------------------------------------- | -------------------------------------------------------- | -------------------------------------------------------- | -------------------------------------------------------- | -------------------------------------------------------- | -------------------------------------------------------- | -------------------------------------------------------- | -------------------------------------------------------- | -------------------------------------------------------- | -------------------------------------------------------- | -------------------------------------------------------- | -------------------------------------------------------- | -------------------------------------------------------- | -------------------------------------------------------- | -------------------------------------------------------- | -------------------------------------------------------- | -------------------------------------------------------- | -------------------------------------------------------- | -------------------------------------------------------- | -------------------------------------------------------- | -------------------------------------------------------- | -------------------------------------------------------- | -------------------------------------------------------- | -------------------------------------------------------- | -------------------------------------------------------- |
| Wahlperiode                                              | CDU                                                      | CDU                                                      | SPD                                                      | SPD                                                      | Grüne                                                    | Grüne                                                    | FDP                                                      | FDP                                                      | PDS-OL                                                   | PDS-OL                                                   | REP                                                      | REP                                                      | AMP                                                      | AMP                                                      | PBP                                                      | PBP                                                      | DAL                                                      | DAL                                                      | BL                                                       | BL                                                       | SGU                                                      | SGU                                                      | (pl)                                                     | (pl)                                                     | Rat                                                      |
| XII: 1994–1999                                           | 28,7                                                     | 22                                                       | 58,5                                                     | 46                                                       | 8,7                                                      | 7                                                        | 1,7                                                      | 2                                                        |                                                          |                                                          |                                                          |                                                          |                                                          |                                                          |                                                          |                                                          |                                                          |                                                          |                                                          |                                                          |                                                          |                                                          |                                                          |                                                          | 77                                                       |
| XIII: 1999–2004                                          | 41,5                                                     | 31                                                       | 45,3                                                     | 34                                                       | 6,0                                                      | 4                                                        | 2,6                                                      | 2                                                        | 4,2                                                      | 3                                                        |                                                          |                                                          |                                                          |                                                          |                                                          |                                                          |                                                          |                                                          |                                                          |                                                          |                                                          |                                                          |                                                          |                                                          | 74                                                       |
| XIV: 2004–2009 2006 2008                                 | 36,0                                                     | 27                                                       | 38,0                                                     | 28 26                                                    | 9,9                                                      | 7                                                        | 4,4                                                      | 3 2                                                      | 5,2                                                      | 4 3                                                      | 0,8                                                      | 1                                                        | 1,6                                                      | 1                                                        | 3,0                                                      | 2 1                                                      | 0,5                                                      | 1                                                        | –,–                                                      | - 2                                                      | –,–                                                      | - 2                                                      | –,–                                                      | – 1                                                      | 74                                                       |
|                                                          | CDU                                                      | CDU                                                      | SPD                                                      | SPD                                                      | Grüne                                                    | Grüne                                                    | FDP                                                      | FDP                                                      | Linke                                                    | Linke                                                    |                                                          |                                                          | AMP                                                      | AMP                                                      | FW-BU                                                    | FW-BU                                                    | DAL                                                      | DAL                                                      | BL                                                       | BL                                                       | SGU                                                      | SGU                                                      | JUDU                                                     | JUDU                                                     | Rat                                                      |
| XIV: 2009–2014                                           | 33,6                                                     | 24                                                       | 39,0                                                     | 30                                                       | 8,4                                                      | 6                                                        | 4,4                                                      | 3                                                        | 7,6                                                      | 6                                                        |                                                          |                                                          |                                                          |                                                          |                                                          | 1                                                        |                                                          | 1                                                        |                                                          | 1                                                        |                                                          | 1                                                        |                                                          | 1                                                        | 74                                                       |
| Stärkste Partei farblich hervorgehoben.                  |                                                          |                                                          |                                                          |                                                          |                                                          |                                                          |                                                          |                                                          |                                                          |                                                          |                                                          |                                                          |                                                          |                                                          |                                                          |                                                          |                                                          |                                                          |                                                          |                                                          |                                                          |                                                          |                                                          |                                                          |                                                          |

## Oberbürgermeisterwahl
Elf Kandidaten bewarben sich als Oberbürgermeister der Stadt Duisburg. Somit war Duisburg die Stadt mit den meisten Oberbürgermeisterkandidaten.

### Kandidaten
1 – Adolf Sauerland (CDU), Jahrgang 1955, Oberbürgermeister: Erstmals seit 1948 wurde mit Sauerland 2004 ein Mitglied der CDU 2004 zum Oberbürgermeister der Stadt Duisburg gewählt. 2009 wurde er wiedergewählt.
2 – Jürgen C. Brandt (SPD), Jahrgang 1955, Jurist: Am 9. April 2008 nominierte die Duisburger SPD-Spitze Brandt als ihren Kandidaten. Brandt war unter der letzten SPD-Oberbürgermeisterin Bärbel Zieling Stadtdirektor. Brandt war 2006 mit einer schwarz-grünen Mehrheit vom Rat als Rechtsdezernent abgewählt worden. Seither arbeitet er wieder als Jurist.
3 – Doris Janicki (Bündnis 90/Die Grünen), Jahrgang 1953, Lehrerin und Bürgermeisterin: Janicki trat schon 2004 zur OB-Wahl an. Auf der Kreismitgliederversammlung am 21. September 2008 wurde sie erneut als OB-Kandidatin nominiert. Sie nannte die SPD den politischen Hauptgegner der Grünen. Sie und die Grünen nutzen für ihren Wahlkampf Video-Podcasts, in denen verschiedene Themen der Duisburger Kommunalpolitik behandelt werden. 2005 war Janicki parteiintern in die Kritik geraten, weil sie die multikulturelle Gesellschaft kritisierte. Sie ist Mitglied im Verwaltungsrat der Sparkasse Duisburg.
4 – Brigitte Diesterhöft (Die Linke), Jahrgang 1953, Lehrerin und Ratsfrau: Der ursprüngliche Kandidat der Partei Die Linke Hermann Dierkes wurde scharf kritisiert und zum Rücktritt aufgefordert, nachdem er zum Boykott von Waren aus Israel aufgerufen hatte. Nach dessen Rücktritt von der OB-Kandidatur wurde Diesterhöft als Kandidatin gewählt. Dierkes bleibt jedoch weiterhin Kandidat für den Stadtrat.
5 – Frank Albrecht (FDP), Jahrgang 1967, Referent im NRW-Innovationsministerium, kulturpolitische Sprecher der FDP-Ratsgruppe und Mitglied des Kulturausschusses des Rats: Ende Oktober 2009 nominierte die Duisburger FDP an ihrem Kreisparteitag Albrecht „fast einstimmig“. Die FDP und Albrecht nutzt für ihren Wahlkampf einen eigenen Channel bei YouTube
6 – Dagmar Sall-May (AMP), Jahrgang 1960, Inhaberin einer Werbeagentur und freie Journalistin
7 – Rudolf Kley (FW-BU), Jahrgang 1946, selbstständiger Apotheker: Kley aus dem Stadtteil Meiderich trat schon zur OB-Wahl 2004 an, damals noch für die Pro-Bürger-Partei. 2009 tritt er für die Bürgerunion an.
8 – Harald Jeschke (BL), Jahrgang 1950, freier Journalist und Chefredakteur einer Webseite: Die von FDP-Dissidenten gegründete Wählergruppe Bürgerlich-Liberale nominierte Jeschke.
9 – Eva Selic (SGU), Jahrgang 1969, Chemikerin und Universitätsdozentin: Die von SPD-Dissidenten neu gegründete Wählergruppe tritt mit der Selic zur OB-Wahl an.
10 – Hans-Dieter Even (ZENTRUM), Jahrgang 1938, Rentner: Kandidat des Zentrums ist Even aus dem linksrheinischen Stadtbezirk Rheinhausen. Er ist der jahrgangsälteste aller Duisburger OB-Kandidaten. Als OB will er sich für ein Nachtfahrverbot für LKWs in seinem Stadtbezirk einsetzen.
11 – Mimi Müller (Bürgerlicher Name: Ellen Welschen) (parteilos), Jahrgang 1958, Schriftstellerin und Kolumnistin: Die Hamburger Schriftstellerin und Kolumnistin Mimi Müller hat ihre Kandidatur als unabhängige OB-Kandidatin angekündigt. Müller nutzt ebenfalls Twitter für ihren Wahlkampf.

### Ergebnisse
| Partei                          | 1999      | 1999   | 2004       | 2004   | 2004   | 2009        | 2009   |
| ------------------------------- | --------- | ------ | ---------- | ------ | ------ | ----------- | ------ |
| Partei                          | Kandidat  | 12.09. | Kandidat   | 29.09. | 10.10. | Kandidat    | 30.08. |
| CDU                             | –         | –      | Sauerland  | 40,2   | 61,3   | Sauerland   | 44,63  |
| SPD                             | Zieling   | 53,3   | Zieling    | 37,6   | 38,7   | Brandt      | 38,21  |
| Grüne                           | Schwemm   | 5,2    | Janicki    | 9,0    | –,–    | Janicki     | 4,59   |
| Linke                           | –         | –      | Rook       | 4,8    | –,–    | Diesterhöft | 5,59   |
| FDP                             | –         | –      | Ellerbrock | 3,5    | –,–    | Albrecht    | 2,62   |
| AMP                             | –         | –      | Sander     | 1,7    | –,–    | Sall-May    | 0,24   |
| BL                              |           |        |            |        |        | Jeschke     | 0,80   |
| SGU                             |           |        |            |        |        | Selic       | 0,86   |
| FW-BU                           |           |        |            |        |        | Kley        | 0,76   |
| Z                               |           |        |            |        |        | Even        | 0,38   |
| PBP                             | –         | –      | Kley       | 3,3    | –,–    | –           | –      |
| –                               | Born      | 35,0   |            |        |        | Müller      | 1,32   |
| –                               | Kaminski  | 3,9    |            |        |        |             |        |
| –                               | Schlieper | 2,6    |            |        |        |             |        |
| Die Linke hieß 2004 noch PDS-OL |           |        |            |        |        |             |        |

## Wahl zu den sieben Bezirksvertretungen

### Ergebnisse
In den sieben Bezirksvertretungen der Stadt Duisburg sitzen insgesamt immer 133 Mandatsträger. Stärkste Kraft ist auch hier seit langem die SPD. Die Sitzverteilung in den einzelnen Bezirksvertretungen ist der nachfolgenden Aufstellung zu entnehmen.
| Stadtbezirk | Bezirksbürgermeister | Bezirksbürgermeister | CDU | SPD | Grü | FDP | FW-BU | Li | UB | BL |     |
| 1 Walsum    | Plückelmann          | SPD                  | 6   | 8   | 2   | 1   |       | 2  |    |    | 19  |
| 2 Hamborn   | Heider               | SPD                  | 6   | 9   | 2   | 1   |       | 2  |    |    | 19  |
| 3 Meid./B.  | Stürmann             | SPD                  | 6   | 8   | 1   | 1   |       | 1  | 2  |    | 19  |
| 4 H./R./B.  | Paschmann            | SPD                  | 8   | 7   | 2   | 1   |       | 1  |    |    | 19  |
| 5 Mitte     | Spiekermann          | CDU                  | 7   | 7   | 2   | 1   |       | 2  |    |    | 19  |
| 6 Rheinh.   | Boeckhorst           | SPD                  | 6   | 8   | 2   | 1   | 1     |    | 1  |    | 19  |
| 7 Süd       | Eliaß                | SPD                  | 8   | 7   | 2   | 1   |       | 1  |    |    | 19  |
| Gesamt      | Gesamt               | Gesamt               | 47  | 54  | 12  | 7   | 1     | 11 |    | 1  | 133 |